# Rafael Defendi
Rafael Garcia Tonioli Defendi (sinh ngày 22 tháng 12 năm 1983) là một cầu thủ bóng đá người Brasil thi đấu ở vị trí thủ môn cho câu lạc bộ Vila Meã tại Campeonato de Portugal.